# Serhij Petrov
Serhij Volodymyrovyč Petrov (in ucraino Сергій Володимирович Петров?; Luc'k, 21 maggio 1997) è un calciatore ucraino, attaccante svincolato.